# 김성원 (신학자)
김성원(金性源, 1956년 8월 9일~)은 대한민국의 신학자와 종교철학자이며 나사렛대학교의 부총장을 역임하였다. 그의 동생은 나사렛대학교의 김경수 총장이다.

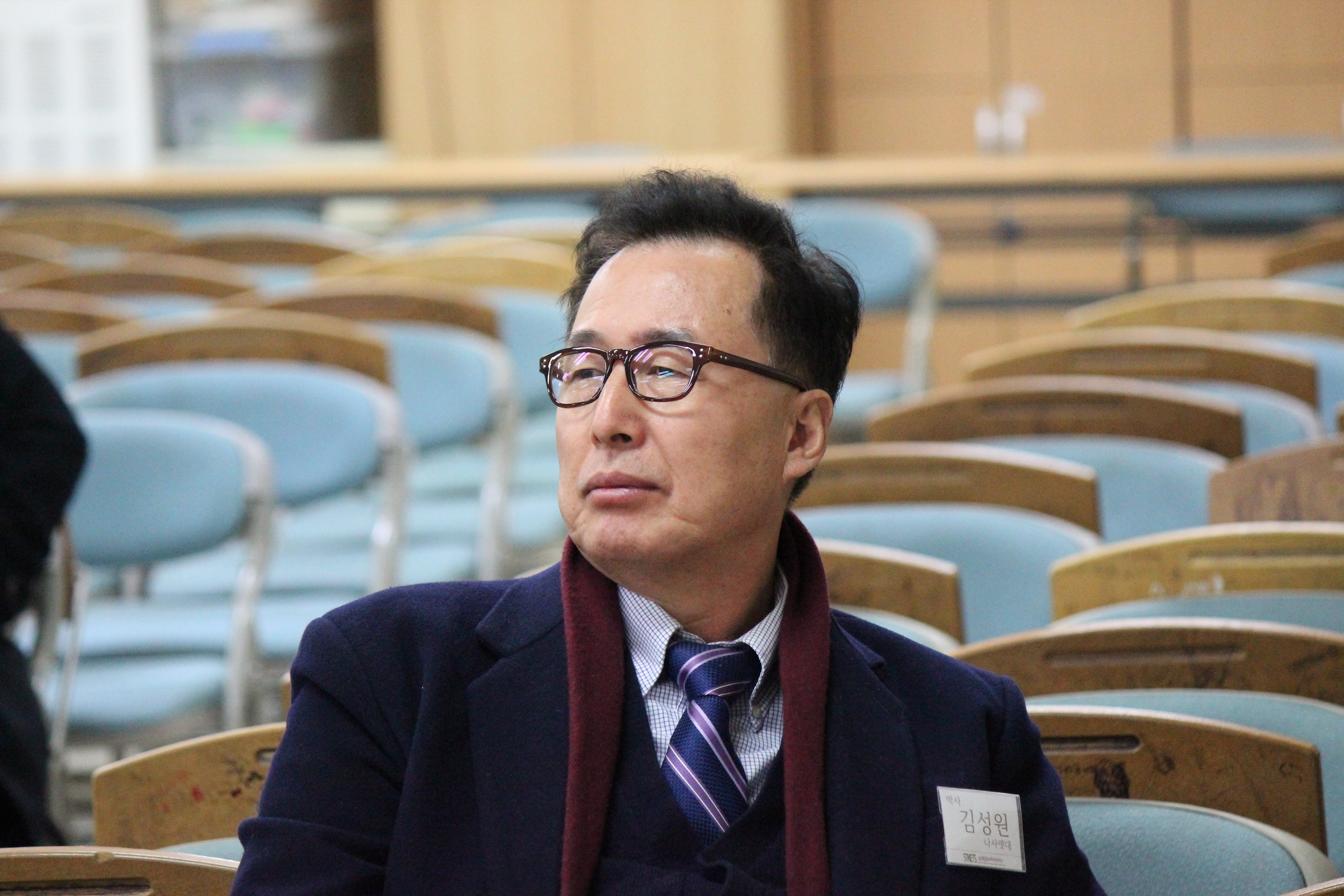
나사렛대학교 김성원 교수

## 주요 이력
그는 현재 조직신학교수이며 신학방법론, 웨슬리안 조직신학, 기독교윤리, 현대신학 등을 강의하고 있다.
모더니티 방법과 기독교의 비연속성 문제에 관심을 갖고 이 둘의 상관관계 속에서 기독교 진리의 독특한 가능성에 대하여 학문적 수행을 하고 있다. 그리고 포스트모던 사조와 기독교 정체성의 충돌을 넘어서는 포스트모던 정통주의 신학과 종교철학을 탐구하고 있다. 모더니티와 포스트모던의 사상적 흐름 속에서 “포스트모던 정통주의” 신학을 세우는 일을 하고 있다.
기독교 가치관과 윤리의식의 관심속에서 포스트모던 인간이해에 대한 새로운 지평을 제시한 『포스트모던 인간론』(2017)을 한국연구재단의 학술연구지원으로 출간하였다. 한국연구재단의 선진연구자 프로젝트로서 “신-화이트헤디안(Neo-Whiteheadian) 로버트 네빌(Robert C. Neville)의 창조론에 관한 연구"를 수행하였다. 『급진적 정통주의 신학방법론』으로 한국기독교학회 제2회 소망학술상을 수상하였다. 한국복음주의 조직신학회 회장을 역임하였으며 현재는 조직신학연구 편집위원이다.

## 학력 및 경력
- 미국 보스턴 대학교(Boston University), Th.D.
- (전) 나사렛대학교 교무처장, 신학대학원장, 부총장
- (전) APNTS(아시아 태평양 나사렛신학대학원) 객원교수
- (전) 미국 University of Mississippi, Visiting Scholar
- (전) IBOE(International Board of Education,국제교육위원회) 중앙위원
- (전) 한국복음주의 조직신학회 회장
- (현) 국제저널 Didache: Faithful Teaching 자문위원
- (현) 나사렛대학교 조직신학/종교철학 교수

## 저서
- 포스트모던 인간론
- 급진적 정통주의 신학방법론
- 신은 허구의 존재인가
- 신학을 어떻게 할 것인가
- 장애도 개성이다
- 웨슬리안 성결신학
- 성령충만과 성결(편역서)
- 성서적 성결신학(역서)
- 신론(공저)
- 그리스도론(공저)

## 논문
- 포스트모던 죄론에 관한 연구 (KCI)
- 재신화화론(Remythologization)에 관한 분석비평 연구:

- 케빈 벤후저(Kevin J. Vanhoozer)의 재신신화화 신학방법을 중심으로 (KCI)
- “체화된 종교성”에 관한 연구 (KCI)
- 스튜어트 카우프만의 창발적 창조성에 관한 분석비평 연구 (KCI)
- 신-화이트헤디안(Neo-Whiteheadian) 로버트 네빌(Robert C. Neville)의 창조론에 관한 연구 (KCI)
- 포스트모던 인간론을 향한 프롤레고메나 (KCI)
- 케빈 벤후저의 포스트보수주의 교회론에 관한 연구 (KCI)
- A Reconsideration of Mutual Issuance Theory in Yi T'oegye's Neo-Confucianism (SCI)
- 포스트모던 케리그마의 가능성에 관한 연구 (KCI)
- 경험적 신학방법론에 관한 고찰
- 교의학의 종교언어적 가능성 (KCI)
- 리차드 도킨스(Rechard Dawkins)의 밈(meme)의 종교성에 관한 분석비평 연구 (KCI)
- 장애인의 존재론적 정체성에 관한 기독교철학의 인간론적 해석 (KCI)

## 학회수상과 학술 연구과제
- 한국기독교학회 제2회 소망학술상을 수상
- 한국연구재단 선진연구자 프로젝트로서 “신-화이트헤디안(Neo-Whiteheadian) 로버트 네빌(Robert C. Neville)의 창조론에 관한 연구수행
- 한국연구재단 프로젝트『포스트모던 인간론』(2017)

## 동영상 강의
- 바이블아카데미-기독교 이해의 핵심 포인트 CTS 바이블아카데미-기독교 이해의 핵심 포인트1강, 신학이란 무엇인가 1_나사렛대 김성원 교수 20150826

- 바이블아카데미-기독교 이해의 핵심 포인트 CTS 바이블아카데미-기독교 이해의 핵심 포인트, 5강 하나님은 어떤 분이시간 1_나사렛대 김성원 교수 20150923

## 같이 보기
- 한국복음주의신학회
- 한국복음주의조직신학회
- 한국의 신학자 목록